# Somerville Pinkney Tuck
Somerville Pinkney Tuck, né le 3 mai 1891 à New Brighton, Staten Island, et mort le 21 avril 1967 à Neuilly-sur-Seine,, est un haut fonctionnaire du département d'État américain.

## Carrière
Il est notamment chargé d'affaires auprès du régime de Vichy entre mai 1942 et le 8 novembre 1942, date où les relations diplomatiques ont été rompues entre le gouvernement des États-Unis et le gouvernement de Vichy. Il a servi  ensuite comme ambassadeur des États-Unis en Égypte de 1946 à 1948,.
Plus tôt dans sa carrière, Tuck a été consul des États-Unis à Vladivostok. Après sa retraite du département d'État, il siège au conseil d'administration du canal de Suez dans les années 1950. Il s'établit ensuite en France où il meurt en avril 1967.